# 二氯双(三苯基膦)钯
雙三苯基膦二氯化鈀 是一种含有两个三苯基膦和两个氯配体的钯配合物。这种黄色的络合物通常用于钯催化偶联反应，如：Sonogashira偶联反应。这种络合物是正方形平面分子结构的。该化合物被认为具有“顺式”与“反式”两种结构。
这种化合物是一种常用的商业市售试剂，它可以通过氯化钯与三苯基膦反应制备：
PdCl2 + 2 PPh3 → PdCl2(PPh3)2
该化合物也是制备四(三苯基膦)钯 (Pd(PPh3)4)的中间体：
PdCl2(PPh3)2 + 2 PPh3 + 2.5 N2H4 → Pd(PPh3)4 + 0.5 N2 + 2 N2H5+Cl−